# Conde de Sintra
O título de Conde de Sintra foi criado por decreto de 16 de Julho de 1823 do rei D. João VI de Portugal a favor de António da Cunha Grã Ataíde e Melo, filho segundogênito dos terceiros condes de Povolide, que foi também 15.º e último senhor de Povolide.
Duas pessoas usaram o título:

## Titulares
1. António da Cunha Grã Ataíde e Melo
2. Francisca Eugénia de Saldanha Oliveira e Daun
Após a implantação da República e o fim do sistema nobiliárquico tornou-se pretendente Maria Mafalda da Silva de Noronha Wagner, 8ª marquesa de Vagos (1951-).